# 道路地図
道路地図（どうろちず、英: road map）は、自動車等を用いて道路上を移動する際に活用することを想定した地図である。そのため、道路を主として描いているが、自動車の通行が困難な細い道や歩行者専用道路などは省かれることがある。

## 概要
地図に道路を記載し、そこに自動車の運転時に必要となるであろう情報（地名、目標物の他、休憩（道の駅など）、給油、買い物などの地点）を盛り込む。
携帯用のものは主としてA5からA4判サイズ程度の冊子、または大きな地図を折りたたむようになっているものがある。全国を網羅したもの、地方（九州や中四国など）別から、都道府県別、市町村別、さらには特定の市街地専門のものまで、収録地域も用途によって選べる。カーナビゲーションシステムの普及に伴い、紙メディアの道路地図の利用は減ってきているが、コンビニエンスストアでも販売されるなど入手が容易であること、廉価であること、及び一覧性の高さなどから、愛用する者もいる。
簡易な道路地図であってもその多くには、温泉・テーマパーク・景勝地などの主要な観光地点が盛り込まれ、さらに主要市街地はその詳細地図があり、ランドマーク・ガソリンスタンド・信号機の位置や交差点名など運転時にあると便利な情報が盛り込まれている。また有料道路やカーフェリーの料金表がつくものも多い。
単に道路情報だけではなく、幹線道路の混雑を避けるための、抜け道を描いた地図もある一方、地域住民の安全を確保するために、通学路や住宅密集地を通る抜け道を削除する場合もある。
高速道路やバイパスが建設・延長されたり、コンビニやガソリンスタンドなどの店舗が開店もしくは閉店していたりと、道路やその周辺の環境は常に変化している。そのため、発刊から年数の経過したものでは、必要な情報が十分には得られない場合があるので注意が必要である。
最近では、プロジェクト管理分野においてこの、道路地図を模したロードマップというものが作成されることがある。

## 特徴
道路地図では、道路を正確かつ分かりやすく利用者に伝えるために、誇張・記号・移動・省略といった「総合描示」とよばれる技法で、地図に様々な工夫が行われている。
実際の道路幅を地図の縮尺に合わせて正確に描くと、線が細かすぎて見えなくなってしまうために、道路地図では実際の縮尺よりも道路が太く描かれている。また、実際には道路が存在している場合でも、あまりに細い道路で、地図に描くとかえって見づらくなってしまう場合には省略される場合もある。さらに、高速道路などでは約1ミリ幅の2本線で道路を描いて誇張される場合もあり、そのような道路地図では高速道路沿いの建物などは地図に描かれた道路を避けて、実際の位置よりも移動して描かれている。国土地理院の規定によれば、地図上で0.5ミリまで、場合によっては1.2ミリまでのこうした移動が許されている。
道路のカーブも、実在の道路ではいくつも連続しているような場所でも、道路地図上では数が減らされる場合がある。これも、利用者に分かりやすく伝えるための手法で、実際の数どおりに描くと、かえってわかりづらくなるからである。こういった場合では、地図によっては「急カーブ多し」のように付記されることがある。

## 電子地図
カーナビゲーション用などに、道路地図が電子データ（コンピュータ用データ）で存在する。日本の場合、基本的に幅員3.0m以上の道路データの全国整備が1995年に完成した。カーナビゲーション用の道路地図の特徴は、単に道路がベクトル形式で存在することだけでなく、道路と交差点がグラフ理論でいうリンクとノードの関係で接続されているである。このデータ構造があるために、ルート検索において、出発点から到達点まで、交差点を経由して道路をたどることができる。

## 日本国内の道路地図出版社と主な道路地図シリーズ
かつては多くの出版社が道路地図や都市地図を発行していたが、近年はインターネットやスマートフォンの台頭で売り上げや発行部数が落ち込んで経営破綻や他社へ吸収合併されるケースが急増。現在の地図出版国内大手は「昭文社」と「ゼンリン」の2強に絞られている。

### 現在
- 昭文社（道路地図出版の国内最大手）
  - 県別マップル（各都府県ごとに1シリーズ・北海道を除く国内46都府県版を発行）
  - ライトマップル（「県別マップル」・「スーパーマップル」・「マックスマップル」・「GIGAマップル」各シリーズの廉価版。北海道を含む全47都道府県・国内主要都市圏・各地方・全日本の各カテゴリごとに1シリーズ、合計60シリーズ発行）
  - スーパーマップル（北海道版は県別マップルの代用。沖縄県を除く国内全地方版を発行）
  - マックスマップル（全日本版と国内各地方版を発行）
  - ツーリングマップル（全日本版・国内各地方版・「ツーリングマップルR国内各地方版」を発行）
  - GIGAマップルでっか字（沖縄県を含む国内全地方版を発行）
  - 街の達人（大都市・政令指定都市を中心とする国内36地区版を発行）
  - 都市地図（文庫版・でっか字まっぷシリーズも含む。北は北海道稚内市から南は沖縄県那覇市まで国内約1,000市区町村版を発行。「文庫版」・「でっか字まっぷ」両シリーズは政令指定都市を中心とする大都市圏版のみ発行）
  - 分県地図（各都道府県ごとに1シリーズ・合計47シリーズ発行されているシートタイプ地図。裏面には発行都道府県の観光ガイドを掲載）
- ゼンリン
  - 住宅地図
  - ゼンリンマップ（全日本版・国内各地方版）
- 塔文社
  - 都市地図
- JAF（日本自動車連盟）
  - JAFルートマップ全日本道路地図

### 過去
- 人文社（2013年に経営破綻）
- 東京地図出版（2012年にマイナビへ吸収合併）
- アルプス社（2008年にヤフーへ吸収合併）
- ワラヂヤ出版（2002年に事業を停止し自己破産）
- 国際地図協会

## その他
- かつては「グランプリ」シリーズ（昭文社）と「ワイドミリオン」シリーズ（東京地図出版）において、交通情報を得るために必要な全国各地のAM・FMラジオ周波数が地図本文の頭注及び脚注部分に書かれていた。しかしこれらシリーズ廃刊後は道路地図におけるラジオ周波数表記が廃止されている。
- 2011年3月11日の東日本大震災発生後は、地図大手「昭文社」が（被害が甚大だった）岩手・宮城・福島3県版（都市地図シリーズは岩手・宮城・福島3県沿岸部版）を「震災対応版」に切り替え、津波浸水範囲や仮設住宅団地の場所を記載している（それら範囲の実走調査時期は他地区と異なる）。